# Banknoty Polskiej Krajowej Kasy Pożyczkowej (1916–1917)
Banknoty Polskiej Krajowej Kasy Pożyczkowej (1916–1917) – banknoty wprowadzone do obiegu 14 kwietnia 1917 roku, z datą emisji 9 grudnia 1916, emitowane przez Polnische Landes-Darlehnskasse (Polską Krajową Kasę Pożyczkową), będące w obiegu w Generalnym Gubernatorstwie Warszawskim oraz do końca listopada 1923 r. w II Rzeczypospolitej.

## Historia banknotów Polskiej Krajowej Kasy Pożyczkowej okresu Generalnego Gubernatorstwa Warszawskiego
Po zajęciu ziem dawnego Królestwa Kongresowego w sierpniu 1915 r. przez wojska państw centralnych zostało ono podzielone na dwie strefy: niemiecką i austriacką. Na terenach okupowanych przez Niemcy utworzono Generalne Gubernatorstwo Warszawskie, na którego czele stanął gen. Hans von Beseler. Organem pomocniczym generalnego gubernatora był tzw. Zarząd Cywilny, któremu przewodniczył Wolfgang von Kries.
Po proklamacji 5 listopada dnia 9 grudnia 1916 r., generalny gubernator warszawski utworzył na podległym sobie terenie bankową instytucję emisyjną – Polnische Landes-Darlehnskasse bardziej znaną jako Polska Krajowa Kasa Pożyczkowa, która wbrew nazwie była niemiecką instytucją okupacyjna, agendą niemieckiego Banku Rzeszy. Jednostką walutową została marka polska oparta na niemieckiej – po zwycięskiej wojnie Rzesza Niemiecka zobowiązywała się do wykupu odpowiednich biletów za marki niemieckie.
Emisja z datą 9 grudnia 1916 r. gwarantowana była przez Rzeszę Niemiecką do wysokości 880 150 867 marek. Wprowadzono ją do obiegu w gubernatorstwie w 1917 r., dlatego również ta data widnieje na dwóch jej seriach.
Pierwsza seria, o nominałach: ½, 1, 2, 20, 50 i 100 marek polskich, zawierała:
- określenie władz administracyjnych jako: Zarząd jenerał-gubernatorstwa warszawskiego oraz
- określenie instytucji emitującej jako: Krajowa Polska Kasa Pożyczkowa.

Druga seria, o nominatach: ½, 1, 2, 5, 10, 20, 100 oraz 1000 marek polskich, miała odpowiednio:
- Zarząd Generał-Gubernatorstwa Warszawskiego oraz
- Polska Krajowa Kasa Pożyczkowa.

Chociaż oficjalną datą wprowadzenia do obiegu banknotów denominowanych w markach polskich jest 14 kwietnia 1917 r., to faktycznie stało się to między 26 a 30 kwietnia 1917 r.
Banknoty drukowano w Drukarni Rzeszy w Berlinie, a od nazwiska szefa administracji przy gubernatorze, Wolfganga von Kriesa, który je podpisywał, nazywano je „kriesówkami”, a niekiedy „rzeszkami”. Wyróżniały się bogatą ornamentyką, a na każdym z banknotów widniał wizerunek orła białego na czerwonym tle kartusza zwieńczonego królewską koroną.
Banknoty po odzyskaniu niepodległości zostały przejęte przez państwo polskie. Dotyczyło to również Polskiej Krajowej Kasy Pożyczkowej, która stała się tymczasową instytucją emisyjną odrodzonej Polski.
Okupacyjne banknoty Generalnego Gubernatorstwa Warszawskiego denominowane w markach polskich były w obiegu w II Rzeczypospolitej do 30 listopada 1923 r. – zostały wycofane na pięć miesięcy przed wprowadzeniem złotego.

## Banknoty pierwszej serii (...jenerał...)[5][2][10]
Na awersie umieszczono klauzulę:
- powyżej podpisów i nominału albo z lewej strony orła:

Rzesza Niemiecka przyjmuje odpowiedzialność za spłatę Biletów Kasy Pożyczkowej w Markach Niemieckich po cenie nominalnej.

- poniżej podpisów i nominału albo z prawej strony orła:

Kto podrabia lub fałszuje bilety krajowej Kasy Pożyczkowej, albo puszcza w obieg lub usiłuje puścić w obieg podrobione lub fałszowane bilety, podlega karze ciężkiego więzienia.

### Banknoty obiegowe
| Nominał            | Awers banknotu | Rewers banknotu | Charakterystyka        |
| ------------------ | -------------- | --------------- | ---------------------- |
| ½ marki polskiej   |                |                 | Emisja: 9 grudnia 1916 |
| 1 marka polska     |                |                 | Emisja: 9 grudnia 1916 |
| 2 marki polskie    |                |                 | Emisja: 9 grudnia 1916 |
| 20 marek polskich  |                |                 | Emisja: 9 grudnia 1916 |
| 50 marek polskich  |                |                 | Emisja: 9 grudnia 1916 |
| 100 marek polskich |                |                 | Emisja: 9 grudnia 1916 |

### Wzory
| Nominał            | Awers banknotu | Rewers banknotu | Charakterystyka |
| ------------------ | -------------- | --------------- | --------------- |
| ½ marki polskiej   |                |                 |                 |
| 20 marek polskich  |                |                 |                 |
| 100 marek polskich |                |                 |                 |

## Banknoty drugiej serii (...Generał...)[5][2][12]

### Banknoty obiegowe
Na awersie umieszczono klauzulę:
- powyżej podpisów i nominału albo z lewej strony orła:

Rzesza Niemiecka przyjmuje odpowiedzialność za spłatę biletów Polskiej Krajowej Kasy Pożyczkowej w Markach Niemieckich po cenie nominalnej.

- poniżej podpisów i nominału albo z prawej strony orła:

Kto podrabia lub fałszuje bilety Polskiej Krajowej Kasy Pożyczkowej, albo puszcza w obieg lub usiłuje puścić w obieg podrobione lub fałszowane bilety, podlega karze ciężkiego więzienia.

Znane są banknoty nominałów 5 oraz 10 marek polskich ze starą treścią klauzuli prawnej – takiej jak w przypadku banknotów serii I.
| Nominał               | Awers banknotu | Rewers banknotu | Charakterystyka |
| --------------------- | -------------- | --------------- | --------------- |
| ½ marki polskiej      |                |                 |                 |
| 1 marka polska        |                |                 |                 |
| 2 marki polskie       |                |                 |                 |
| 5 marek polskich      |                |                 |                 |
| stara klauzula prawna |                |                 |                 |
|                       |                |                 |                 |
| nowa klauzula prawna  |                |                 |                 |
| 10 marek polskich     |                |                 |                 |
| stara klauzula prawna |                |                 |                 |
|                       |                |                 |                 |
| nowa klauzula prawna  |                |                 |                 |
| 20 marek polskich     |                |                 |                 |
| 100 marek polskich    |                |                 |                 |
| 1000 marek polskich   |                |                 |                 |

### Wzory
| Nominał             | Awers banknotu | Rewers banknotu | Charakterystyka |
| ------------------- | -------------- | --------------- | --------------- |
| ½ marki polskiej    |                |                 |                 |
| 1 marka polska      |                |                 |                 |
| 2 marki polskie     |                |                 |                 |
| 5 marek polskich    |                |                 |                 |
| 10 marek polskich   |                |                 |                 |
| 100 marek polskich  |                |                 |                 |
| 1000 marek polskich |                |                 |                 |

## Fałszerstwa

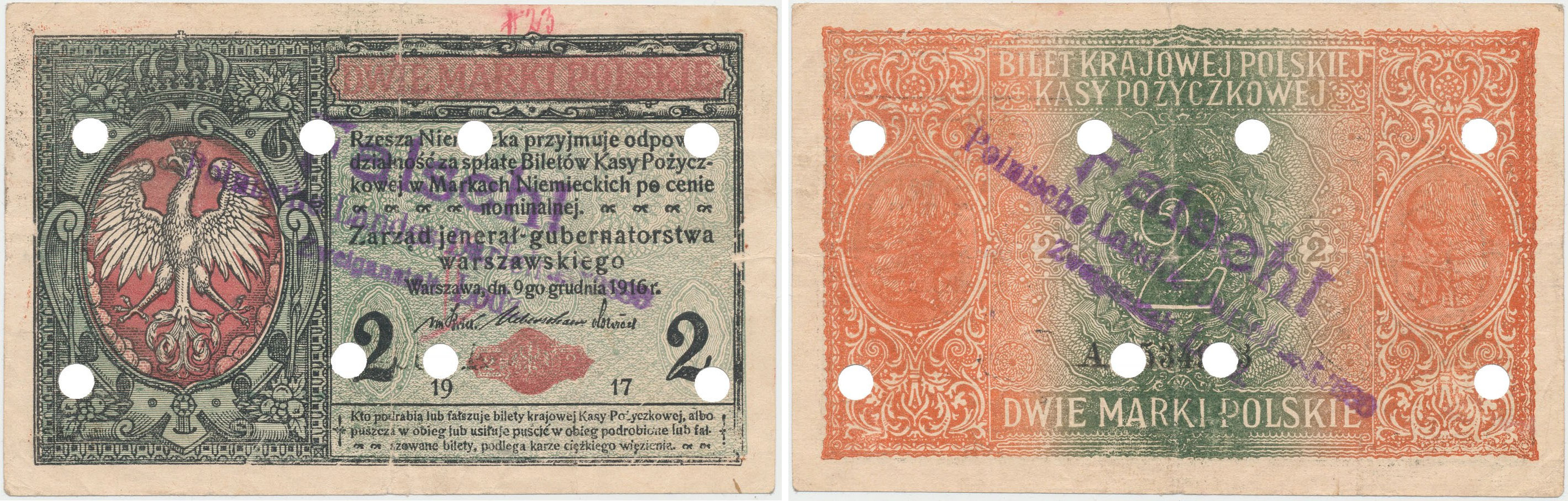
Fałszywie 2 marki jenerał
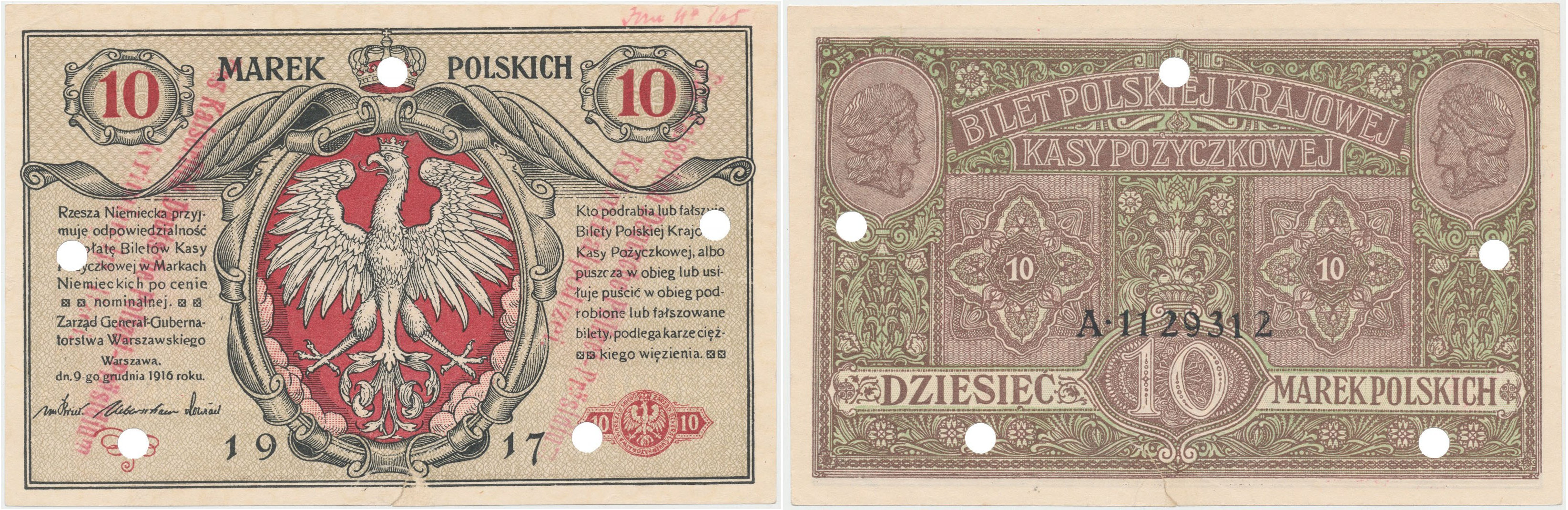
Fałszywe 10 marek
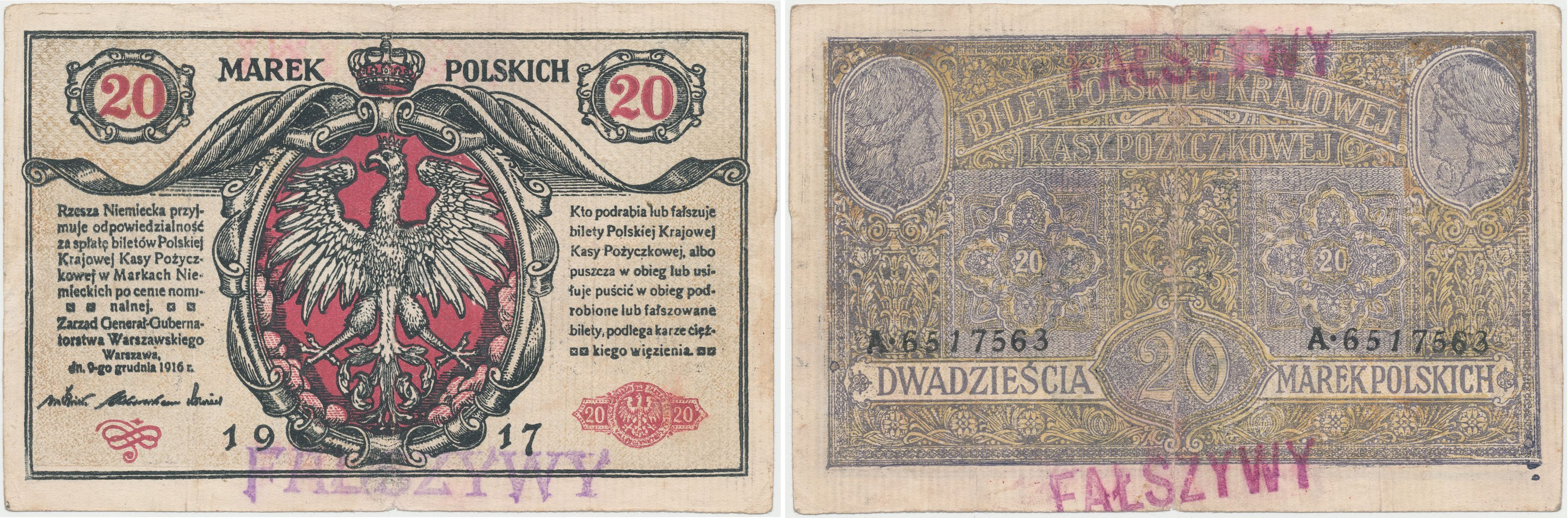
Fałszywe 20 marek generał
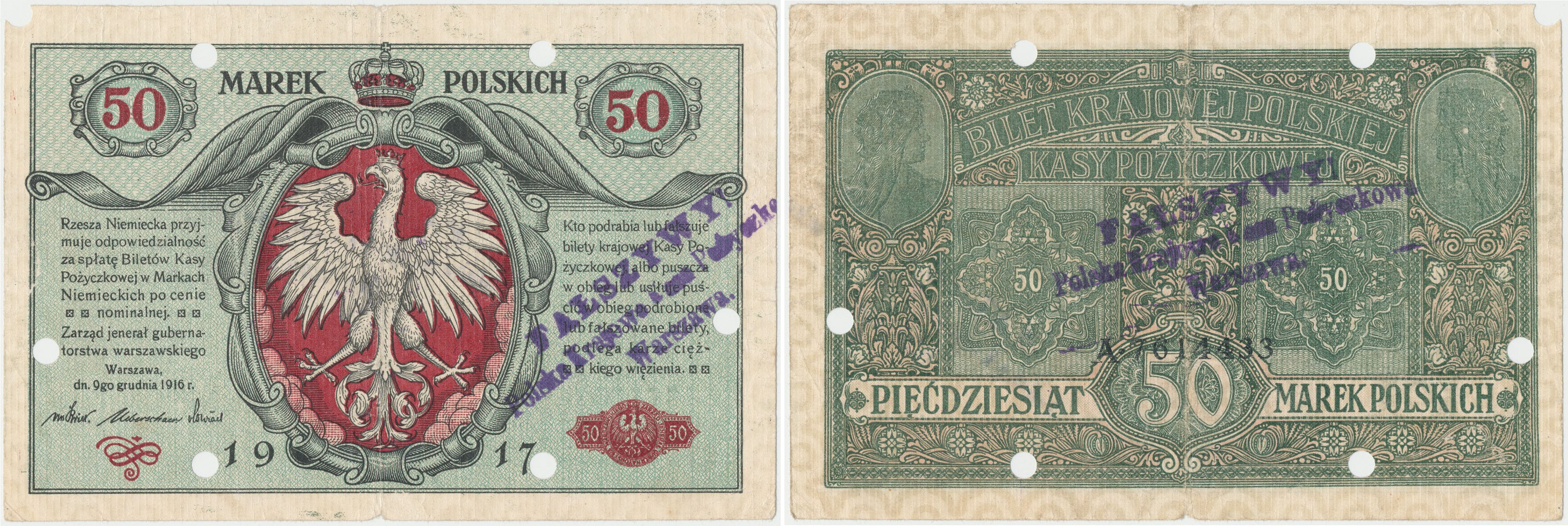
Fałszywe 50 marek
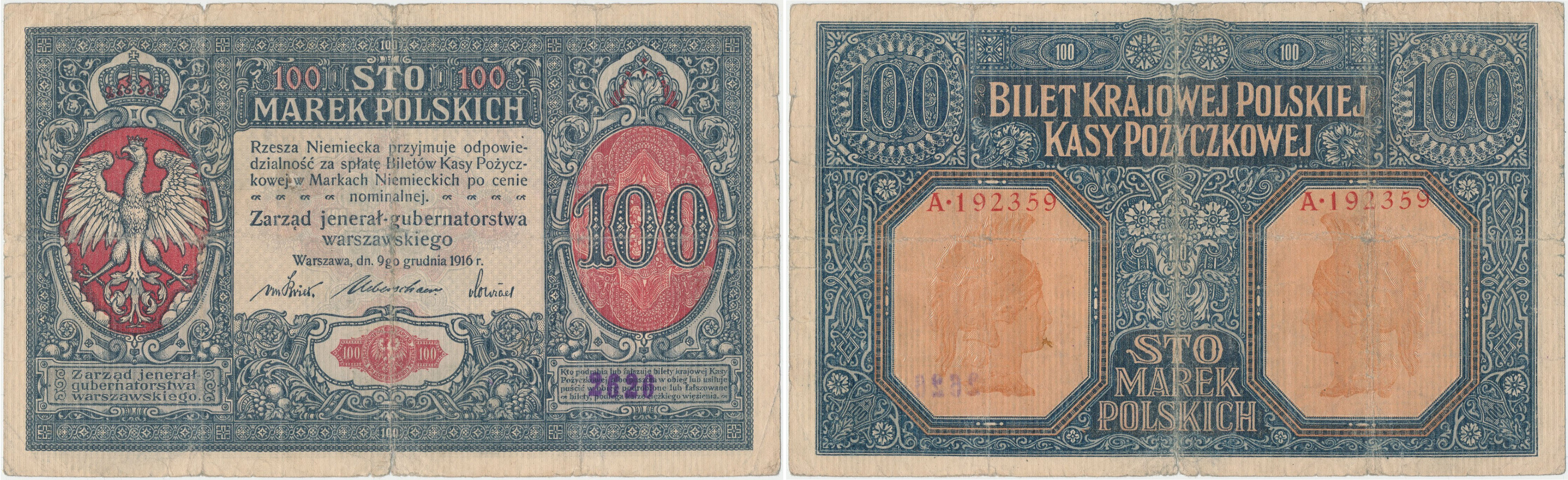
Fałszywe 100 marek jenerał
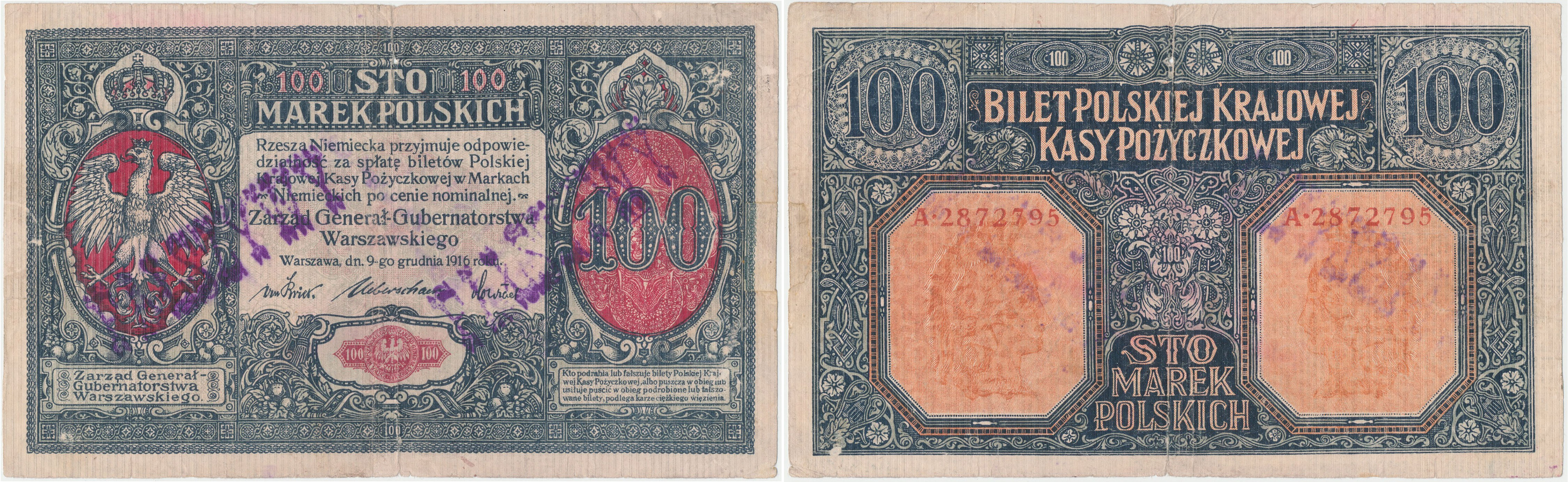
Fałszywe 100 marek generał